# Мишакувек
Мишакувек (пол. Myszakówek) — село в Польщі, у гміні Заґурув Слупецького повіту Великопольського воєводства.
Населення — 315 осіб (2011).
У 1975-1998 роках село належало до Конінського воєводства.

## Демографія
Демографічна структура станом на 31 березня 2011 року:
|          | Загалом | Допрацездатний вік | Працездатний вік | Постпрацездатний вік |
| -------- | ------- | ------------------ | ---------------- | -------------------- |
| Чоловіки | 151     | 37                 | 98               | 16                   |
| Жінки    | 164     | 43                 | 92               | 29                   |
| Разом    | 315     | 80                 | 190              | 45                   |